# Herbert Spencer Gasser
Herbert Spencer Gasser (5.7.1888 – 11.5.1963) là một nhà sinh lý học người Mỹ, đã đoạt giải Nobel Sinh lý và Y khoa năm 1944 (chung với Joseph Erlanger) cho công trình nghiên cứu các action potential trong sợi thần kinh.

## Cuộc đời và Sự nghiệp
Gasser sinh tại Platteville, Wisconsin ngày 5.7.1888, là con của Herman Gasser và Jane Elisabeth Griswold. Sau khi tốt nghiệp trung học, ông vào học ở Đại học Wisconsin, tốt nghiệp bằng cử nhân năm 1910 và thạc sĩ năm 1911. Ở đây, ông học sinh lý học với giáo sư Joseph Erlanger (sau này hai người hợp tác chặt chẽ với nhau và đã đoạt chung giải Nobel năm 1944).
Sau đó ông sang nghiên cứu lâm sàng ở trường Y khoa Đại học Johns Hopkins ở Baltimore, và đậu bằng tiến sĩ y khoa năm 1915. Sau một năm làm việc trong khoa dược lý học ở Đại học Wisconsin, ông chuyển sang Đại học Washington tại St. Louis, nơi ông cộng tác với Dr. Erlanger, và trở thành giáo sư dược lý học năm 1921.
Từ năm 1923-1925 ông được phép sang châu Âu nghiên cứu, làm việc với các giáo sư A. V. Hill, W. Straub, L. Lapicque và Sir Henry Dale.
Năm 1931 ông được bổ nhiệm là giáo sư sinh lý học kiêm khoa trưởng phân khoa Y học ở Đại học Cornell, thành phố New York. Từ năm 1935 tới 1953 ông làm giám đốc "Viện Nghiên cứu Y học Rockefeller", sau này trở thành hội viên danh dự của Viện này.
Khi ở trường Y khoa Johns Hopkins, đã có lúc ông nghiên cứu vấn đề khó khăn liên quan tới việc đông máu. Tuy nhiên, công trình nghiên cứu chính của ông là việc cộng tác với giáo sư Erlanger liên quan tới khoa "điện sinh lý học" (electrophysiology) của các thần kinh. Tác phẩm về đề tài nghiên cứu đầu tiên của ông là các dòng điện tác động trong thần kinh cơ hoành (action currents in the phrenic nerve). Sau đó là, máy ghi dao động mới bằng tia cực âm điện áp thấp đã được sử dụng. Ngay khi có thể chứng minh rằng sự phức tạp của các kết quả của máy ghi dao động là do tốc độ suất dẫn khác nhau của các nhóm sợi thần kinh khác nhau. Công trình này dẫn tới các tiến bộ trong sự hiểu biết về cơ cấu của sự đau đớn và hành động phản xạ của chúng ta, và đã tạo ra một trường phái lớn các nhà sinh lý học thần kinh.
Dr. Gasser là đồng tác giả quyển "Electrical Signs of Nervous Activity" (1937). Ông cũng xuất bản - một mình hoặc với cộng tác viên - nhiều bài khảo luận khoa học về các chủ đề thần kinh.

## Giải thưởng & Vinh dự
Ngoài Giải Nobel Sinh lý và Y khoa (năm 1944) chung với giáo sư Joseph Erlanger, ông còn có nhiều bằng tiến sĩ danh dự từ các đại học Pennsylvania, Rochester, Wisconsin, Columbia, Oxford, Harvard, Paris, Washington (St. Louis), Johns Hopkins, Đại học tự do Bruxelles, Đại học Công giáo Louvain.
Ông là hội viên của Viện Hàn lâm Khoa học quốc gia Hoa Kỳ, Hội Triết học, Hiệp hội thầy thuốc Hoa Kỳ (Huy chương Kobel 1954), Hội Sinh lý học Hoa Kỳ, cùng nhiều hội khoa học chuyên môn khác. Ông là hội viên danh dự của "Hội Sinh lý học Vương quốc Anh" và Hiệp hội Y học Argentina (Asociación Médica Argentina), hội viên nước ngoài của Royal Society London . Dr. Gasser cũng là chủ tịch Ban Giám đốc của Viện Bệnh lý học Russel Sage.
Dr Gasser không kết hôn và từ trần ngày 11.5.1963.